# Hierodula pustulifera
Hierodula pustulifera är en bönsyrseart som beskrevs av Wood-mason 1878. Hierodula pustulifera ingår i släktet Hierodula och familjen Mantidae. Inga underarter finns listade i Catalogue of Life.